# Мачамуші
Мачамуші́ (рос. Мачамуши, чув. Мачамăш) — присілок у складі Вурнарського району Чувашії, Росія. Входить до складу Калінінського сільського поселення.
Населення — 132 особи (2010; 158 у 2002).
Національний склад:
- чуваші — 97 %